# كرمة نهرية
الكرمة النهرية نوع نباتي ينتمي إلى جنس الكرمة من الفصيلة الكرمية.

## البيئة والانتشار
موطنها النصف الشرقي للولايات المتحدة وجنوب مقاطعة أونتاريو الكندية.

## الوصف النباتي
نبات معمر متسلق. النورات عنقودية. الثمرة عوزة (عنبة) صغيرة.

## معرض صور

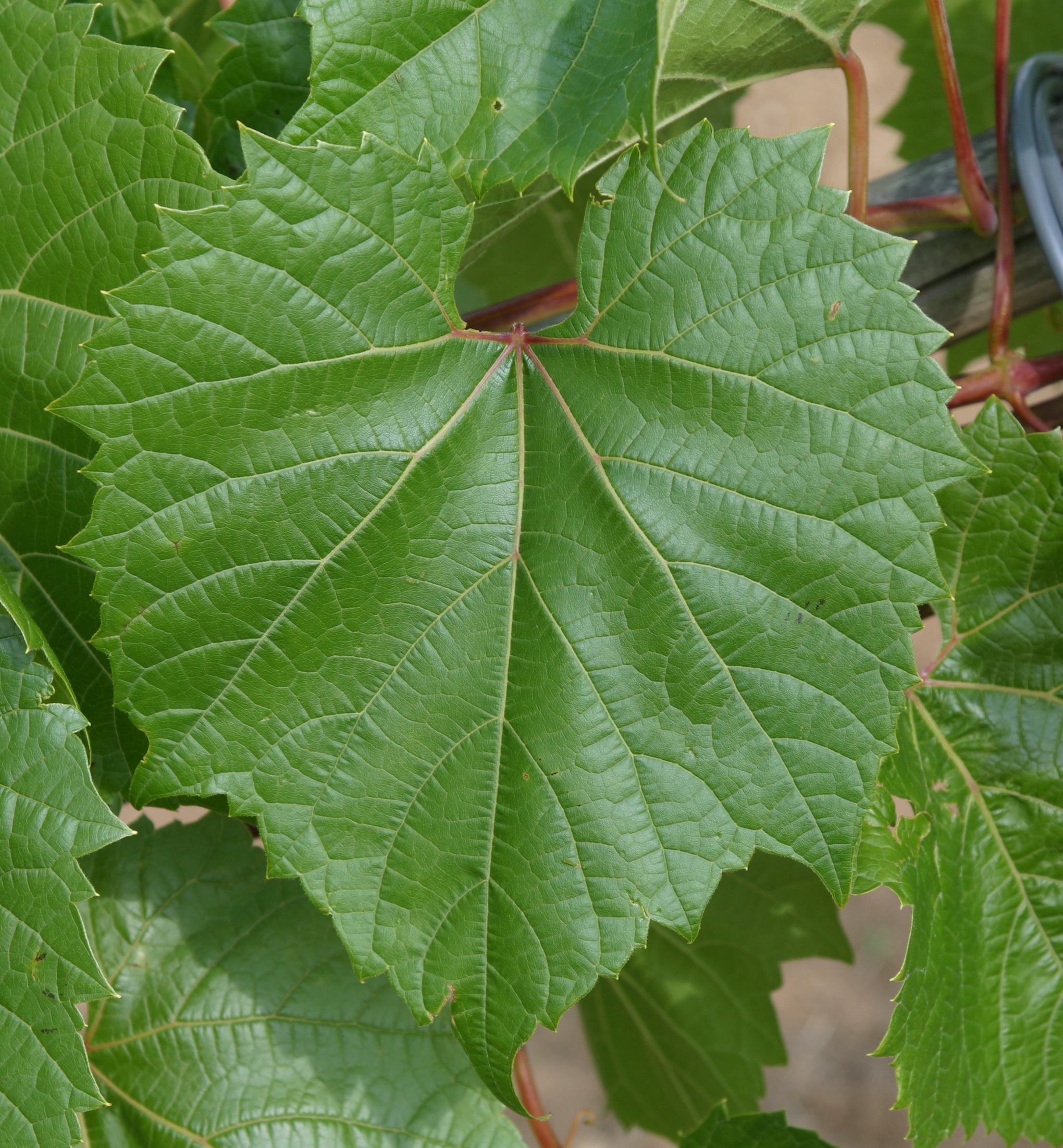
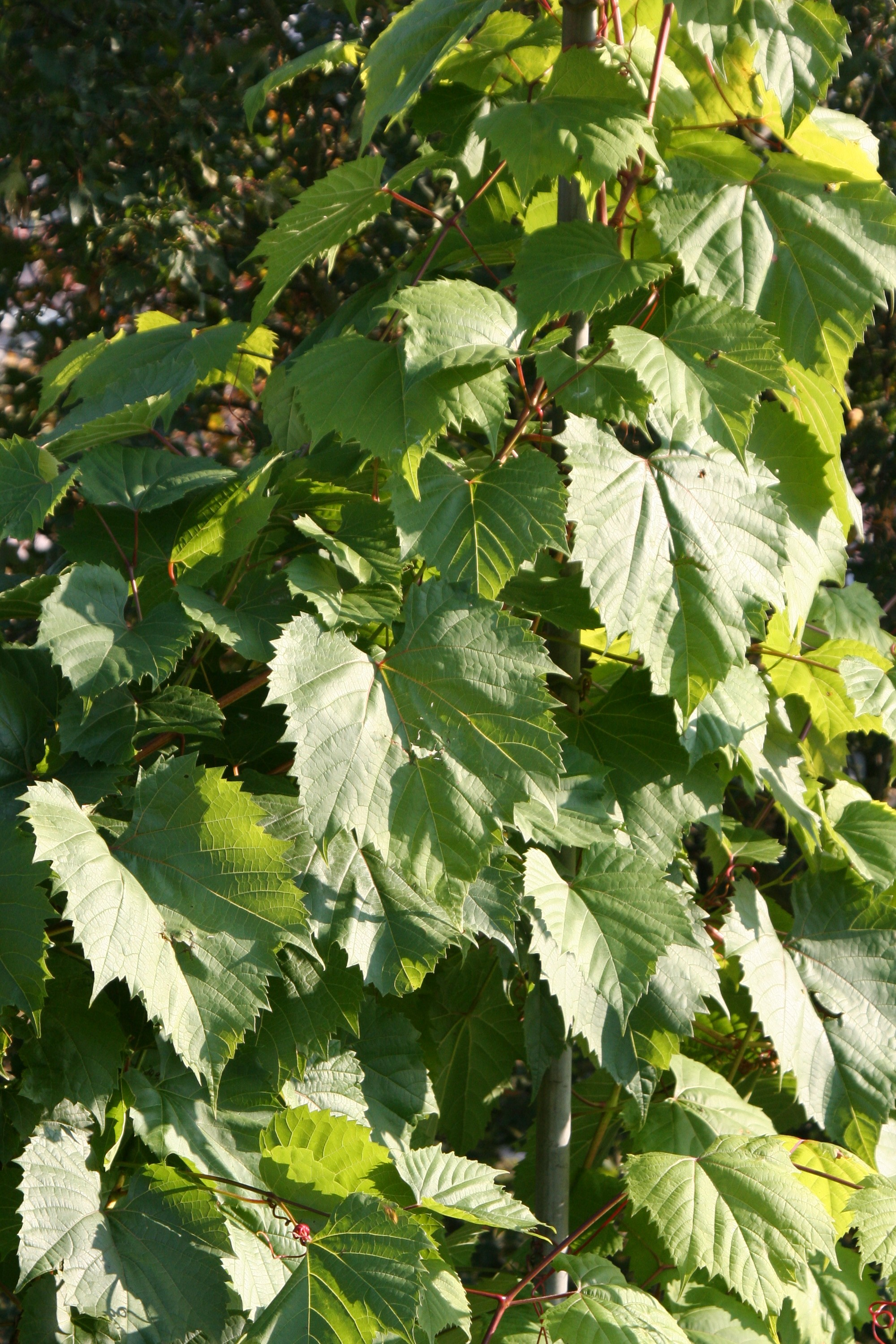
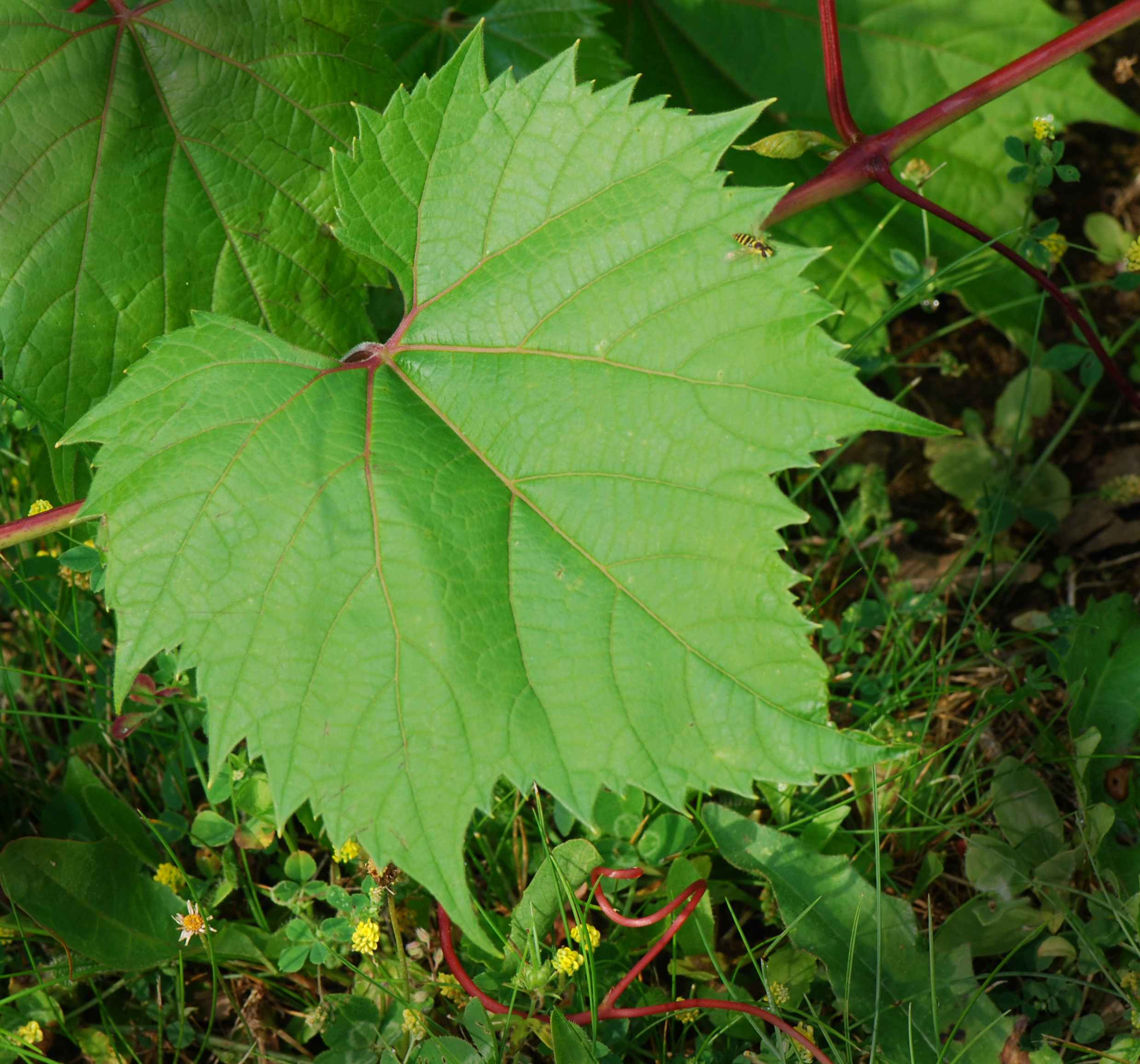
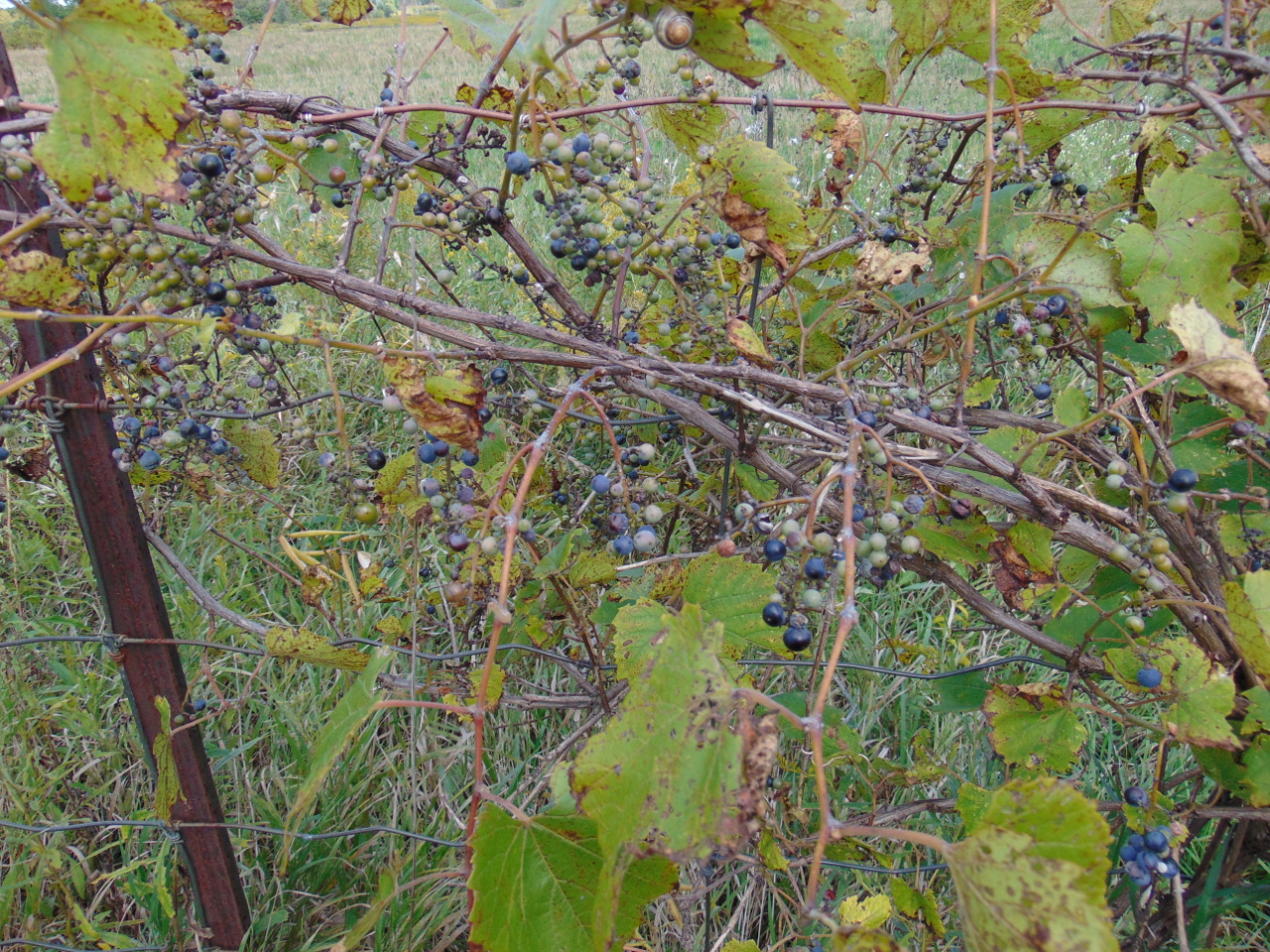